# Saksofonist
Saksofonist je glasbenik, izvajalec na pihalni instrument, imenovan saksofon.